# Juan José Crottogini Darré
Juan José Crottogini Darré (Fray Bentos, 27 de maig de 1908 - 20 de setembre de 1996) fou un metge i polític uruguaià, fill de José Evaristo Crottogini i de Juana Darré. És considerat una de les figures històriques del Front Ampli.

## Biografia
Es va graduar en Medicina el 1934 per la Universitat de la República i es va especialitzar en ginecologia. Es va dedicar professionalment i activament a la investigació del càncer d'úter. El resultat dels seus esforços va ser un sensible increment de l'expectativa de vida de les dones uruguaianes.
També va publicar nombrosos treballs escrits sobre les seves especialitats de ginecología i obstetricia, essent membre de societats científiques a l'Uruguai i en altres països. Va ser degà de la facultat de Medicina i rector interí de la Universitat de la República entre 1964 i 1966.
El 1971 va acompanyar a Líber Seregni com a candidat presidencial pel Front Ampli durant les eleccions nacionals d'aquest any. Després de la dictadura militar (1973-1985), i davant la renúncia de Seregni, per les eleccions del 1984 Crottogini va encapçalar aquesta vegada la fórmula electoral del FA, acompanyat pel sindicalista José D'Elía.